# Kajiry (Kachowka)
Kajiry (ukrainisch Каїри; russisch Каиры Kairy) ist ein Dorf in der ukrainischen Oblast Cherson mit etwa 3300 Einwohnern (2012).
Das 1785 gegründete Dorf liegt am linken Ufer des zum Kachowkaer Stausee angestauten Dnepr 9 km südlich vom ehemaligen Rajonzentrum Hornostajiwka und etwa 120 km nordöstlich vom Oblastzentrum Cherson.
Östlich vom Dorf verläuft die Territorialstraße T–08–04.
Am 30. August 2016 wurde das Dorf ein Teil der neugegründeten Siedlungsgemeinde Ljubymiwka, bis dahin bildete es die gleichnamige Landratsgemeinde Kajiry (Каїрська сільська рада/Kajirska silska rada) im Westen des Rajons Hornostajiwka.
Am 12. Juni 2020 wurde das Dorf dann ein Teil der Siedlungsgemeinde Hornostajiwka
Seit dem 17. Juli 2020 ist sie ein Teil des Rajons Kachowka.